# La Forme d'une ville
La Forme d'une ville est un livre de Julien Gracq, publié en 1985 dans lequel son auteur, âgé de 73 ans, évoque la ville de Nantes, où il a vécu ses années d'internat au lycée Clemenceau, entre 11 et 18 ans.
Le titre est tiré d'un vers du poème de Charles Baudelaire Le Cygne : « la forme d'une ville / Change plus vite, hélas ! que le cœur d'un mortel », détourné dans l'incipit de La Forme d'une ville en : « la forme d'une ville change plus vite, on le sait, que le cœur d'un mortel ».

## Genèse et composition
L'idée d'écrire sur les réflexions et les sentiments que Nantes lui inspirent remonte chez Julien Gracq à 1965, avec le passage de Lettrines qui lui est consacré et qui commence par ces mots :
« Le cœur de Nantes battra toujours pour moi avec les coups de timbre métalliques des vieux tramways jaunes virant devant l'aubette de la place du Commerce, dans le soleil du dimanche matin de mes sorties — jaunet et jeune, et râpeux comme le muscadet. »
Cinq ans plus tard, le souvenir de Nantes est ravivé par un recueil de photographies de la ville à l'époque où Gracq y était lycéen. C'est en le feuilletant que s'imposent à lui les vers de Baudelaire : « S'il est une ville dont le cœur change plus vite que le cœur d'un mortel... Mais "fourmillante cité, cité pleine de rêves" pour moi, oui, toujours! » Il faut encore dix années avant que Julien Gracq ne se décide à composer son livre, dix années au cours desquelles il note çà et là dans ses cahiers des bribes de souvenirs de la ville de son adolescence.
Pour composer cet ouvrage, Gracq renonce temporairement — et pour la dernière fois — à la méthode qui est la sienne depuis qu'il a renoncé à l'écriture de fiction : il abandonne ses cahiers et se remet à écrire sur des feuilles volantes comme il le faisait jusqu'à La Presqu'île inclusivement. De même, le rythme de l'écriture renoue avec celui de l'œuvre romanesque : il ne s'agit pas de notes éparses que l'auteur trie et agence comme pour les Lettrines, mais d'un livre dont la forme et la composition naissent dans le flux même de l'écriture.
Ce qui naît ainsi de l'écriture est moins une œuvre mémorielle ou la description d'une ville que la tentative de retrouver ce qui en elle a informé l'imagination de l'écrivain, « c'est-à-dire en partie incité, en partie contraint à voir le monde imaginaire, auquel je m'éveillais par mes lectures, à travers le prisme déformant qu'elle interposait entre lui et moi », et de quelle manière, en retour, il l'a « remodelée selon le contour de [ses] rêveries intimes ».

## Éditions
- Julien Gracq, La Forme d'une ville, Paris, José Corti, 1985  (ISBN 2-7143-0302-1)
- Julien Gracq, Œuvres complètes II, Paris, Gallimard, Bibliothèque de la Pléiade, 1995 (édition établie sous la direction de Bernhild Boie)  (ISBN 9782070112876)